# Вольный переулок
Вольный переулок — переулок в районе Соколиная Гора Восточного административного округа Москвы.

## Описание
Расположен между Измайловским шоссе и Кирпичной улицей. Асфальтирован и заграждён дорожными шлагбаумами с двух сторон, поворотливый. На переулке расположен только один дом: № 6. Имеет одну детскую площадку. 

## Происхождение названия
До 1917 года назывался Гжельский переулок. Позже был переименован в нынешнее название, Вольный переулок, в честь фамилии домовладельца.

## Транспорт
До Вольного переулка ходит 1 автобус: 634. В 1,3 километрах от него находится станция метро Семёновская, а в 2,3 километрах Соколиная Гора.